# 内藤頼寧
内藤 頼寧（ないとう よりやす）は、信濃高遠藩の第7代藩主。高遠藩内藤家12代。

## 生涯
寛政12年（1800年）、第6代藩主・内藤頼以の三男として生まれる。兄・頼容が廃嫡されたため嫡子となり、文政3年（1820年）に父の隠居により家督を相続した。文政9年（1826年）6月17日、奏者番に就任する。天保11年（1840年）3月24日、若年寄に就任する。博学多彩で、書画や謡曲・能楽・茶道に通じていた。
藩政では、産物会所設置による産業奨励、学問の奨励、新田開発計画、藩直営の桑園経営などに手腕を発揮して藩政改革を進める。しかし百姓一揆が発生するなど、藩政は不安定であった。幕末期に政情が不安定になると、頼寧は幕府に日米関係に関する上申書を提出した。また松平慶永や島津斉彬、藤堂家など多数の大名との交際もあった。日本の軍備の遅れを痛感し、江川英龍らの助けを得て藩の軍備を西洋式に改めて領内で訓練もした。他にも文人や武人を多く招聘して藩の文武の発展に寄与した。
自らは魚釣りが趣味で、深川の下屋敷の池に海水を注入して多くの魚類を育てて楽しみ、親交の深い諸大名も自らの屋敷に魚を放って来訪を待った。だが頼寧より権力のある大名の来訪する際には事前に魚に餌をやり、魚がかからないようにしていたというエピソードも伝わる。
天保6年（1835年）、御用を勤めていた甲州街道台ヶ原宿の造り酒屋（現在の山梨銘醸）の5代蔵元、北原伊兵衛延重が母屋を新築したことを祝して、諏訪の宮大工、立川専四郎富種作の「竹林の七賢人」の欄間一対を贈呈した。
天保12年（1841年）7月12日、若年寄を辞任する。安政6年（1859年）7月11日、隠居し、七男・頼直に家督を譲る。文久2年（1862年）に没した。
頼寧は、角力行司の木村庄兵衛が借金に苦しんだ時それを肩代わりしたり、藤堂家との関係はかなり深く、葬送時には藤堂家の藩士がその行列を警護したといわれ、多くの才能や学識を持った名君と伝わる。

## 系譜
父母
- 内藤頼以（父）

正室、継室
- 夬 - 酒井忠道の娘（正室）
- 万代 - 酒井忠実の養女、西尾忠善の娘（継室）

子女
- 内藤頼愛（長男）
- 内藤頼直（七男）
- 内藤頼存（八男）
- 松平信敏（九男）
- 内藤忠告（十男）
- 教 - 阿部正備正室
- 五百子 - 渡辺章綱正室
- 練 - 内藤頼存の養女